# Molde domkyrka
Molde domkyrka är en domkyrka i Molde i Norge.

## Historik
Kyrkan i Molde byggdes 1957 och invigdes den 8 december detta år. 1983 blev den domkyrka i Møre stift, som skapades samma år.
Den ersatte den tidigare kyrkan som bombades av tyskarna under andra världskriget. Den är en tvåskeppig basilika med fristående klocktorn, med klockspel. I koret finns ett rosettfönster.
Arkitekt var Finn Bryn.

### Fotnoter
1. ↑  ”Molde domkirke” (på norska). Norska kyrkan. Arkiverad från originalet den 27 april 2011. https://www.webcitation.org/5yFnOolfP?url=http://www.molde.kirken.no/Kirker/Moldedomkirke/tabid/6152/Default.aspx. Läst 27 april 2011.